# Frumosu, Neamț
Frumosu este un sat în comuna Farcașa din județul Neamț, Moldova, România.
Istoric: În jurul anilor 1780, pe teritoriul localității se aflau păduri dese de rășinoase și mai multe mlaștini formate de apele Bistriței. Zona nu era locuită, dar exista un drum de țară prin care se trecea spre Bucovina ocupată în acea vreme de către Imperiul Austro-Ungar.
Numele localității provine cel mai probabil de la un loc care se numea Poiana Frumoasa și care se afla într-o zonă de lânga localitatea Popești. Denumirea “Frumosu” a fost dată după ce zona a început să fie locuită în jurul anilor 1830, când multe din pământuri și păduri au fost luate de la mănăstiri și date țăranilor care s-au stabilit aici. În prima sa menționare documentară din anul 1838, satul Frumosu apare ca un cătun al satului Crăpăturile (Popesti). 
Din spusele unui bătrân din sat (Stelian Diaconu), pe la 1800 lângă Poiana Frumoasa își are cuibul un tâlhar (de origine tigan)pe nume Monacu Sevastian, care ar fi fost primul locuitor al acestor meleaguri. Acesta ataca drumeți ce duceau bogății spre Bucovina și își îngropa victimele într-un loc denumit și astăzi Groapa Moșneagului. 
Stelian Diaconu știe istoria de la bunicul său, Gheorghe Diaconu, care a fost strănepotul tâlharului. Se pare că după un timp de la stabilirea sa în zonă, Monacu Sevastian își construiește casă, se căsătorește și are un copil pe care îl numește Ion. Acesta ulterior isi ia numele de Ion Diaconu. Tot pe la acea vreme în zonă s-a stabilit și familia Carază care a intrat în conflict cu Ion Diaconu. O altă familie veche stabilită în acest sat pe la 1870, este și cea cu numele de Țifui.
Acest Ion Diaconu are o fată pe nume Maria pe care o căsătorește cu un anume Vasile Grigoruț din Dreptu (sat învecinat cu Frumosu) și care la rândul ei are 4 copii. Doi dintre aceștia mor de mici, trăind doar o fată pe nume Ileana și un baiat pe nume Gheorghe, care se înregistrează în acte Gheorghe Diaconu, după numele bunicului său. 
La sfârșitul sec al .XIX-lea satul Frumosu făcea parte din comuna Călugăreni, iar în anul 1925 este sat al comunei Galu, urmând ca  din  anul 1931 să aparțină comunei Farcașa. 
Învățător în 1918, la școala din sat  era Vasile Țifescu. 
În 1966 are loc sfințirea bisericii vechi cu hramul Sf. Dumitru.Mulți ani această mică biserică fiind păstorită de către preotul Stăcescu.
În 1979 la podul de lemn din Frumosu construit peste râul Bistrița, au avut loc filmări pentru filmul Drumul Oaselor, cu Florin Piersic în rolul principal (Mărgelatu). La filmări a participat și actrița Marga Barbu.

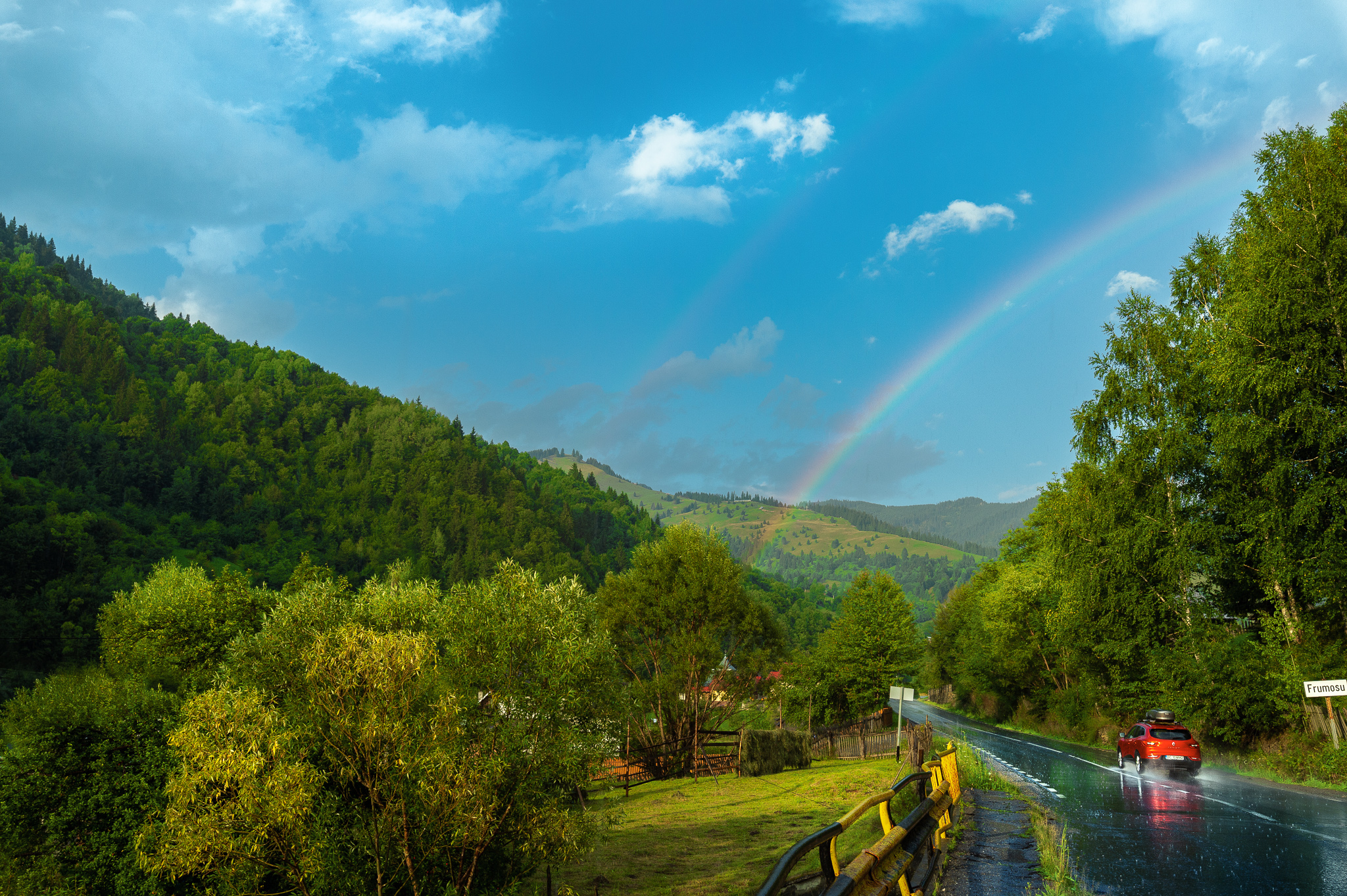
Intrarea în satul Frumosu pe DN17B dinspre Vatra-Dornei
Intrarea în satul Frumosu pe DN17B
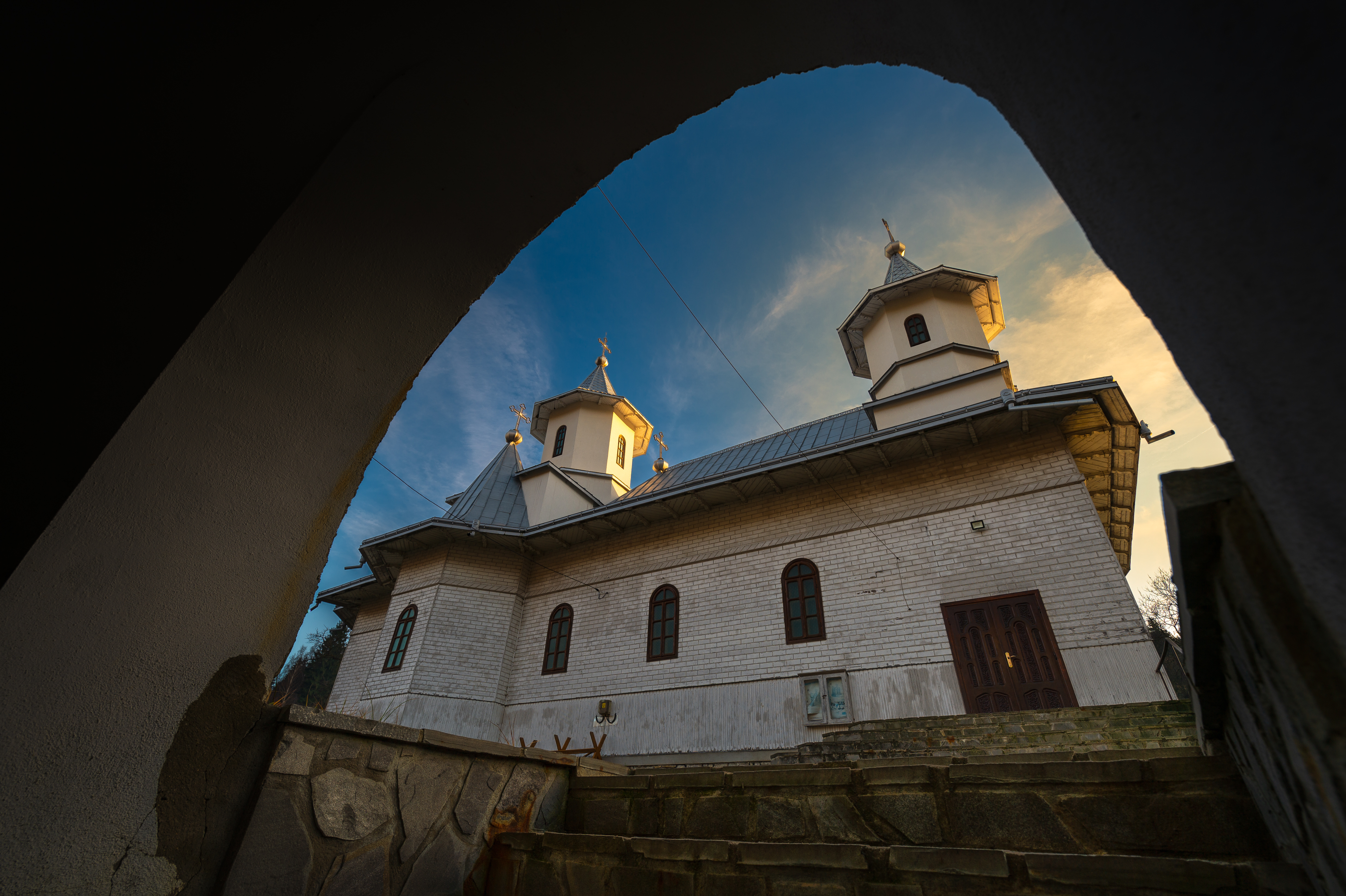
Biserica Sfântul Dumitru